# Vuelta a Dinamarca 2022
La 31.ª edición de la Vuelta a Dinamarca fue una carrera de ciclismo en ruta por etapas que se celebró en Dinamarca entre el 16 y el 20 de agosto de 2022 sobre un recorrido de 767,3 kilómetros dividido en 5 etapas, con inicio en la ciudad de Lillerød y final en la ciudad Vejle.
La prueba perteneció al UCI ProSeries 2022 dentro de la categoría 2.Pro. El vencedor fue el francés Christophe Laporte del Jumbo-Visma y estuvo acompañado en el podio por el estadounidense Magnus Sheffield del INEOS Grenadiers y el danés Mattias Skjelmose Jensen del Trek-Segafredo, segundo y tercer clasificado respectivamente.

## Equipos participantes
Tomaron parte en la carrera 16 equipos: 7 de categoría UCI WorldTeam invitados por la organización, 7 de categoría UCI ProTeam, 6 de categoría Continental y la selección nacional de Dinamarca. Formaron así un pelotón de 147 ciclistas de los que acabaron 113. Los equipos participantes fueron:
| WorldTeams (7)- EF Education-EasyPost - Ineos Grenadiers - Israel-Premier Tech - Jumbo-Visma - Quick-Step Alpha Vinyl - Team DSM - Trek-Segafredo ProTeams (7)- Alpecin-Deceuninck - Bardiani-CSF-Faizanè - Bingoal Pauwels Sauces WB - Human Powered Health - Team Novo Nordisk - Sport Vlaanderen-Baloise - Uno-X Pro Cycling Team Equipos continentales (6)- BHS-PL Beton Bornholm - HRE Mazowsze Serce Polski - Restaurant Suri-Carl Ras - Riwal - ColoQuick - Coop Equipo nacional- Dinamarca |
| |

## Recorrido
La Vuelta a Dinamarca dispuso de cinco etapas para un recorrido total de 783,3 kilómetros, dividido en dos etapas de montaña, dos etapas llanas y una contrarreloj individual.
| Etapa     | Fecha     | Recorrido         | type                    | Distancia (km) | Desnivel (m) | Ganador            | Líder              |
| --------- | --------- | ----------------- | ----------------------- | -------------- | ------------ | ------------------ | ------------------ |
| 1.ª etapa | 16 de ago | Lillerød – Køge   | etapa llana             | 222,6          | 1231 m       | Olav Kooij         | Olav Kooij         |
| 2.ª etapa | 17 de ago | Assens – Assens   | contrarreloj individual | 12,2           | 81 m         | Magnus Sheffield   | Magnus Sheffield   |
| 3.ª etapa | 18 de ago | Otterup – Herning | etapa llana             | 239,3          | 1429 m       | Olav Kooij         | Magnus Sheffield   |
| 4.ª etapa | 19 de ago | Skive – Skive     | etapa llana             | 167,3          | 1111 m       | Jasper Philipsen   | Magnus Sheffield   |
| 5.ª etapa | 20 de ago | Give – Vejle      | etapa escarpada         | 125,9          | 1684 m       | Christophe Laporte | Christophe Laporte |

### 1.ª etapa
| Lillerød - Køge | etapa llana | (222,6 km) |

| \| Clasificación de la etapa \| Clasificación de la etapa \| Clasificación de la etapa \| Clasificación de la etapa \| Clasificación de la etapa \| \| Ciclista \| Ciclista \| Equipo \| Tiempo \| \| \| ------------------------- \| ------------------------- \| ------------------------- \| ------------------------- \| ------------------------- \| \| 1.º \| Olav Kooij \| Jumbo-Visma \| 4 h 59 min 20 s \| \| \| 2.º \| Jasper Philipsen \| Alpecin-Deceuninck \| + 0 s \| \| \| 3.º \| Timothy Dupont \| Bingoal Pauwels Sauces WB \| + 0 s \| \| \| 4.º \| Magnus Cort \| EF Education-EasyPost \| + 0 s \| \| \| 5.º \| Arvid de Kleijn \| Human Powered Health \| + 0 s \| \| \| 6.º \| Jasper Stuyven \| Trek-Segafredo \| + 0 s \| \| \| 7.º \| Andrea Peron \| Team Novo Nordisk \| + 0 s \| \| \| 8.º \| Ethan Vernon \| Quick-Step Alpha Vinyl \| + 0 s \| \| \| 9.º \| Luca Colnaghi \| Bardiani CSF Faizanè \| + 0 s \| \| \| 10.º \| Jenno Berckmoes \| Sport Vlaanderen-Baloise \| + 0 s \| \| |                  |                           |                 |
| |                  |                           |                 |
| Fuente: ProCyclingStats |                  |                           |                 |
| Clasificación de la etapa |                  |                           |                 |
| Ciclista | Ciclista         | Equipo                    | Tiempo          |
| 1.º | Olav Kooij       | Jumbo-Visma               | 4 h 59 min 20 s |
| 2.º | Jasper Philipsen | Alpecin-Deceuninck        | + 0 s           |
| 3.º | Timothy Dupont   | Bingoal Pauwels Sauces WB | + 0 s           |
| 4.º | Magnus Cort      | EF Education-EasyPost     | + 0 s           |
| 5.º | Arvid de Kleijn  | Human Powered Health      | + 0 s           |
| 6.º | Jasper Stuyven   | Trek-Segafredo            | + 0 s           |
| 7.º | Andrea Peron     | Team Novo Nordisk         | + 0 s           |
| 8.º | Ethan Vernon     | Quick-Step Alpha Vinyl    | + 0 s           |
| 9.º | Luca Colnaghi    | Bardiani CSF Faizanè      | + 0 s           |
| 10.º | Jenno Berckmoes  | Sport Vlaanderen-Baloise  | + 0 s           |

| \| Clasificación general \| Clasificación general \| Clasificación general \| Clasificación general \| Clasificación general \| \| Ciclista \| Ciclista \| Equipo \| Tiempo \| \| \| --------------------- \| --------------------- \| ------------------------- \| --------------------- \| --------------------- \| \| 1.º \| Olav Kooij \| Jumbo-Visma \| 4 h 59 min 10 s \| \| \| 2.º \| Jasper Philipsen \| Alpecin-Deceuninck \| + 4 s \| \| \| 3.º \| Sebastian Nielsen \| Restaurant Suri-Carl Ras \| + 4 s \| \| \| 4.º \| Timothy Dupont \| Bingoal Pauwels Sauces WB \| + 6 s \| \| \| 5.º \| Eirik Lunder \| Team Coop \| + 6 s \| \| \| 6.º \| Adrian Banaszek \| HRE Mazowsze Serce Polski \| + 7 s \| \| \| 7.º \| Rasmus Bøgh Wallin \| Restaurant Suri-Carl Ras \| + 9 s \| \| \| 8.º \| Magnus Cort \| EF Education-EasyPost \| + 10 s \| \| \| 9.º \| Arvid de Kleijn \| Human Powered Health \| + 10 s \| \| \| 10.º \| Jasper Stuyven \| Trek-Segafredo \| + 10 s \| \| |                    |                           |                 |
| |                    |                           |                 |
| Fuente: ProCyclingStats |                    |                           |                 |
| Clasificación general |                    |                           |                 |
| Ciclista | Ciclista           | Equipo                    | Tiempo          |
| 1.º | Olav Kooij         | Jumbo-Visma               | 4 h 59 min 10 s |
| 2.º | Jasper Philipsen   | Alpecin-Deceuninck        | + 4 s           |
| 3.º | Sebastian Nielsen  | Restaurant Suri-Carl Ras  | + 4 s           |
| 4.º | Timothy Dupont     | Bingoal Pauwels Sauces WB | + 6 s           |
| 5.º | Eirik Lunder       | Team Coop                 | + 6 s           |
| 6.º | Adrian Banaszek    | HRE Mazowsze Serce Polski | + 7 s           |
| 7.º | Rasmus Bøgh Wallin | Restaurant Suri-Carl Ras  | + 9 s           |
| 8.º | Magnus Cort        | EF Education-EasyPost     | + 10 s          |
| 9.º | Arvid de Kleijn    | Human Powered Health      | + 10 s          |
| 10.º | Jasper Stuyven     | Trek-Segafredo            | + 10 s          |

### 2.ª etapa
| Assens - Assens | contrarreloj individual | (12,2 km) |

| \| Clasificación de la etapa \| Clasificación de la etapa \| Clasificación de la etapa \| Clasificación de la etapa \| Clasificación de la etapa \| \| Ciclista \| Ciclista \| Equipo \| Tiempo \| \| \| ------------------------- \| ------------------------- \| ------------------------- \| ------------------------- \| ------------------------- \| \| 1.º \| Magnus Sheffield \| Ineos Grenadiers \| 13 min 35 s \| \| \| 2.º \| Mattias Skjelmose \| Trek-Segafredo \| + 3 s \| \| \| 3.º \| Christophe Laporte \| Jumbo-Visma \| + 6 s \| \| \| 4.º \| Geraint Thomas \| Ineos Grenadiers \| + 15 s \| \| \| 5.º \| Søren Kragh Andersen \| Team DSM \| + 15 s \| \| \| 6.º \| Magnus Cort \| EF Education-EasyPost \| + 20 s \| \| \| 7.º \| Johan Price-Pejtersen \| Bahrain Victorious \| + 22 s \| \| \| 8.º \| Josef Černý \| Quick-Step Alpha Vinyl \| + 24 s \| \| \| 9.º \| Jasper Stuyven \| Trek-Segafredo \| + 24 s \| \| \| 10.º \| Lasse Norman Leth \| Uno-X Pro Cycling Team \| + 25 s \| \| |                       |                        |             |
| |                       |                        |             |
| Fuente: ProCyclingStats |                       |                        |             |
| Clasificación de la etapa |                       |                        |             |
| Ciclista | Ciclista              | Equipo                 | Tiempo      |
| 1.º | Magnus Sheffield      | Ineos Grenadiers       | 13 min 35 s |
| 2.º | Mattias Skjelmose     | Trek-Segafredo         | + 3 s       |
| 3.º | Christophe Laporte    | Jumbo-Visma            | + 6 s       |
| 4.º | Geraint Thomas        | Ineos Grenadiers       | + 15 s      |
| 5.º | Søren Kragh Andersen  | Team DSM               | + 15 s      |
| 6.º | Magnus Cort           | EF Education-EasyPost  | + 20 s      |
| 7.º | Johan Price-Pejtersen | Bahrain Victorious     | + 22 s      |
| 8.º | Josef Černý           | Quick-Step Alpha Vinyl | + 24 s      |
| 9.º | Jasper Stuyven        | Trek-Segafredo         | + 24 s      |
| 10.º | Lasse Norman Leth     | Uno-X Pro Cycling Team | + 25 s      |

| \| Clasificación general \| Clasificación general \| Clasificación general \| Clasificación general \| Clasificación general \| \| Ciclista \| Ciclista \| Equipo \| Tiempo \| \| \| --------------------- \| --------------------- \| ---------------------- \| --------------------- \| --------------------- \| \| 1.º \| Magnus Sheffield \| Ineos Grenadiers \| 5 h 12 min 55 s \| \| \| 2.º \| Mattias Skjelmose \| Trek-Segafredo \| + 3 s \| \| \| 3.º \| Christophe Laporte \| Jumbo-Visma \| + 6 s \| \| \| 4.º \| Geraint Thomas \| Ineos Grenadiers \| + 15 s \| \| \| 5.º \| Søren Kragh Andersen \| Team DSM \| + 15 s \| \| \| 6.º \| Magnus Cort \| EF Education-EasyPost \| + 20 s \| \| \| 7.º \| Josef Černý \| Quick-Step Alpha Vinyl \| + 24 s \| \| \| 8.º \| Jasper Stuyven \| Trek-Segafredo \| + 24 s \| \| \| 9.º \| Lasse Norman Leth \| Uno-X Pro Cycling Team \| + 25 s \| \| \| 10.º \| Casper Pedersen \| Team DSM \| + 29 s \| \| |                      |                        |                 |
| |                      |                        |                 |
| Fuente: ProCyclingStats |                      |                        |                 |
| Clasificación general |                      |                        |                 |
| Ciclista | Ciclista             | Equipo                 | Tiempo          |
| 1.º | Magnus Sheffield     | Ineos Grenadiers       | 5 h 12 min 55 s |
| 2.º | Mattias Skjelmose    | Trek-Segafredo         | + 3 s           |
| 3.º | Christophe Laporte   | Jumbo-Visma            | + 6 s           |
| 4.º | Geraint Thomas       | Ineos Grenadiers       | + 15 s          |
| 5.º | Søren Kragh Andersen | Team DSM               | + 15 s          |
| 6.º | Magnus Cort          | EF Education-EasyPost  | + 20 s          |
| 7.º | Josef Černý          | Quick-Step Alpha Vinyl | + 24 s          |
| 8.º | Jasper Stuyven       | Trek-Segafredo         | + 24 s          |
| 9.º | Lasse Norman Leth    | Uno-X Pro Cycling Team | + 25 s          |
| 10.º | Casper Pedersen      | Team DSM               | + 29 s          |

### 3.ª etapa
| Otterup - Herning | etapa llana | (239,3 km) |

| \| Clasificación de la etapa \| Clasificación de la etapa \| Clasificación de la etapa \| Clasificación de la etapa \| Clasificación de la etapa \| \| Ciclista \| Ciclista \| Equipo \| Tiempo \| \| \| ------------------------- \| ------------------------- \| ------------------------- \| ------------------------- \| ------------------------- \| \| 1.º \| Olav Kooij \| Jumbo-Visma \| 5 h 18 min 45 s \| \| \| 2.º \| Christophe Laporte \| Jumbo-Visma \| + 0 s \| \| \| 3.º \| Magnus Cort \| EF Education-EasyPost \| + 0 s \| \| \| 4.º \| Jhonatan Narváez \| Ineos Grenadiers \| + 0 s \| \| \| 5.º \| Jasper Stuyven \| Trek-Segafredo \| + 0 s \| \| \| 6.º \| Jasper Philipsen \| Alpecin-Deceuninck \| + 0 s \| \| \| 7.º \| Timothy Dupont \| Bingoal Pauwels Sauces WB \| + 0 s \| \| \| 8.º \| Arvid de Kleijn \| Human Powered Health \| + 0 s \| \| \| 9.º \| Andreas Stokbro \| Team Coop \| + 0 s \| \| \| 10.º \| Stanisław Aniołkowski \| Bingoal Pauwels Sauces WB \| + 0 s \| \| |                       |                           |                 |
| |                       |                           |                 |
| Fuente: ProCyclingStats |                       |                           |                 |
| Clasificación de la etapa |                       |                           |                 |
| Ciclista | Ciclista              | Equipo                    | Tiempo          |
| 1.º | Olav Kooij            | Jumbo-Visma               | 5 h 18 min 45 s |
| 2.º | Christophe Laporte    | Jumbo-Visma               | + 0 s           |
| 3.º | Magnus Cort           | EF Education-EasyPost     | + 0 s           |
| 4.º | Jhonatan Narváez      | Ineos Grenadiers          | + 0 s           |
| 5.º | Jasper Stuyven        | Trek-Segafredo            | + 0 s           |
| 6.º | Jasper Philipsen      | Alpecin-Deceuninck        | + 0 s           |
| 7.º | Timothy Dupont        | Bingoal Pauwels Sauces WB | + 0 s           |
| 8.º | Arvid de Kleijn       | Human Powered Health      | + 0 s           |
| 9.º | Andreas Stokbro       | Team Coop                 | + 0 s           |
| 10.º | Stanisław Aniołkowski | Bingoal Pauwels Sauces WB | + 0 s           |

| \| Clasificación general \| Clasificación general \| Clasificación general \| Clasificación general \| Clasificación general \| \| Ciclista \| Ciclista \| Equipo \| Tiempo \| \| \| --------------------- \| --------------------- \| ---------------------- \| --------------------- \| --------------------- \| \| 1.º \| Magnus Sheffield \| Ineos Grenadiers \| 10 h 31 min 40 s \| \| \| 2.º \| Christophe Laporte \| Jumbo-Visma \| + 0 s \| \| \| 3.º \| Mattias Skjelmose \| Trek-Segafredo \| + 3 s \| \| \| 4.º \| Geraint Thomas \| Ineos Grenadiers \| + 15 s \| \| \| 5.º \| Søren Kragh Andersen \| Team DSM \| + 15 s \| \| \| 6.º \| Magnus Cort \| EF Education-EasyPost \| + 16 s \| \| \| 7.º \| Josef Černý \| Quick-Step Alpha Vinyl \| + 24 s \| \| \| 8.º \| Jasper Stuyven \| Trek-Segafredo \| + 24 s \| \| \| 9.º \| Lasse Norman Leth \| Uno-X Pro Cycling Team \| + 25 s \| \| \| 10.º \| Casper Pedersen \| Team DSM \| + 29 s \| \| |                      |                        |                  |
| |                      |                        |                  |
| Fuente: ProCyclingStats |                      |                        |                  |
| Clasificación general |                      |                        |                  |
| Ciclista | Ciclista             | Equipo                 | Tiempo           |
| 1.º | Magnus Sheffield     | Ineos Grenadiers       | 10 h 31 min 40 s |
| 2.º | Christophe Laporte   | Jumbo-Visma            | + 0 s            |
| 3.º | Mattias Skjelmose    | Trek-Segafredo         | + 3 s            |
| 4.º | Geraint Thomas       | Ineos Grenadiers       | + 15 s           |
| 5.º | Søren Kragh Andersen | Team DSM               | + 15 s           |
| 6.º | Magnus Cort          | EF Education-EasyPost  | + 16 s           |
| 7.º | Josef Černý          | Quick-Step Alpha Vinyl | + 24 s           |
| 8.º | Jasper Stuyven       | Trek-Segafredo         | + 24 s           |
| 9.º | Lasse Norman Leth    | Uno-X Pro Cycling Team | + 25 s           |
| 10.º | Casper Pedersen      | Team DSM               | + 29 s           |

### 4.ª etapa
| Skive - Skive | etapa llana | (167,3 km) |

| \| Clasificación de la etapa \| Clasificación de la etapa \| Clasificación de la etapa \| Clasificación de la etapa \| Clasificación de la etapa \| \| Ciclista \| Ciclista \| Equipo \| Tiempo \| \| \| ------------------------- \| ------------------------- \| ------------------------- \| ------------------------- \| ------------------------- \| \| 1.º \| Jasper Philipsen \| Alpecin-Deceuninck \| 3 h 35 min 54 s \| \| \| 2.º \| Sasha Weemaes \| Sport Vlaanderen-Baloise \| + 0 s \| \| \| 3.º \| Ethan Vernon \| Quick-Step Alpha Vinyl \| + 0 s \| \| \| 4.º \| Jasper Stuyven \| Trek-Segafredo \| + 0 s \| \| \| 5.º \| Nicklas Pedersen \| Dinamarca \| + 0 s \| \| \| 6.º \| Taj Jones \| Israel-Premier Tech \| + 0 s \| \| \| 7.º \| Erlend Blikra \| Uno-X Pro Cycling Team \| + 0 s \| \| \| 8.º \| Vito Braet \| Sport Vlaanderen-Baloise \| + 0 s \| \| \| 9.º \| Stanisław Aniołkowski \| Bingoal Pauwels Sauces WB \| + 0 s \| \| \| 10.º \| Christophe Laporte \| Jumbo-Visma \| + 0 s \| \| |                       |                           |                 |
| |                       |                           |                 |
| Fuente: ProCyclingStats |                       |                           |                 |
| Clasificación de la etapa |                       |                           |                 |
| Ciclista | Ciclista              | Equipo                    | Tiempo          |
| 1.º | Jasper Philipsen      | Alpecin-Deceuninck        | 3 h 35 min 54 s |
| 2.º | Sasha Weemaes         | Sport Vlaanderen-Baloise  | + 0 s           |
| 3.º | Ethan Vernon          | Quick-Step Alpha Vinyl    | + 0 s           |
| 4.º | Jasper Stuyven        | Trek-Segafredo            | + 0 s           |
| 5.º | Nicklas Pedersen      | Dinamarca                 | + 0 s           |
| 6.º | Taj Jones             | Israel-Premier Tech       | + 0 s           |
| 7.º | Erlend Blikra         | Uno-X Pro Cycling Team    | + 0 s           |
| 8.º | Vito Braet            | Sport Vlaanderen-Baloise  | + 0 s           |
| 9.º | Stanisław Aniołkowski | Bingoal Pauwels Sauces WB | + 0 s           |
| 10.º | Christophe Laporte    | Jumbo-Visma               | + 0 s           |

| \| Clasificación general \| Clasificación general \| Clasificación general \| Clasificación general \| Clasificación general \| \| Ciclista \| Ciclista \| Equipo \| Tiempo \| \| \| --------------------- \| --------------------- \| ---------------------- \| --------------------- \| --------------------- \| \| 1.º \| Magnus Sheffield \| Ineos Grenadiers \| 14 h 07 min 34 s \| \| \| 2.º \| Christophe Laporte \| Jumbo-Visma \| + 0 s \| \| \| 3.º \| Mattias Skjelmose \| Trek-Segafredo \| + 3 s \| \| \| 4.º \| Geraint Thomas \| Ineos Grenadiers \| + 15 s \| \| \| 5.º \| Søren Kragh Andersen \| Team DSM \| + 15 s \| \| \| 6.º \| Magnus Cort \| EF Education-EasyPost \| + 16 s \| \| \| 7.º \| Jasper Philipsen \| Alpecin-Deceuninck \| + 21 s \| \| \| 8.º \| Josef Černý \| Quick-Step Alpha Vinyl \| + 24 s \| \| \| 9.º \| Jasper Stuyven \| Trek-Segafredo \| + 24 s \| \| \| 10.º \| Lasse Norman Leth \| Uno-X Pro Cycling Team \| + 25 s \| \| |                      |                        |                  |
| |                      |                        |                  |
| Fuente: ProCyclingStats |                      |                        |                  |
| Clasificación general |                      |                        |                  |
| Ciclista | Ciclista             | Equipo                 | Tiempo           |
| 1.º | Magnus Sheffield     | Ineos Grenadiers       | 14 h 07 min 34 s |
| 2.º | Christophe Laporte   | Jumbo-Visma            | + 0 s            |
| 3.º | Mattias Skjelmose    | Trek-Segafredo         | + 3 s            |
| 4.º | Geraint Thomas       | Ineos Grenadiers       | + 15 s           |
| 5.º | Søren Kragh Andersen | Team DSM               | + 15 s           |
| 6.º | Magnus Cort          | EF Education-EasyPost  | + 16 s           |
| 7.º | Jasper Philipsen     | Alpecin-Deceuninck     | + 21 s           |
| 8.º | Josef Černý          | Quick-Step Alpha Vinyl | + 24 s           |
| 9.º | Jasper Stuyven       | Trek-Segafredo         | + 24 s           |
| 10.º | Lasse Norman Leth    | Uno-X Pro Cycling Team | + 25 s           |

### 5.ª etapa
| Give - Vejle | etapa escarpada | (125,9 km) |

| \| Clasificación de la etapa \| Clasificación de la etapa \| Clasificación de la etapa \| Clasificación de la etapa \| Clasificación de la etapa \| \| Ciclista \| Ciclista \| Equipo \| Tiempo \| \| \| ------------------------- \| ------------------------- \| ------------------------- \| ------------------------- \| ------------------------- \| \| 1.º \| Christophe Laporte \| Jumbo-Visma \| 2 h 53 min 56 s \| \| \| 2.º \| Magnus Sheffield \| Ineos Grenadiers \| + 0 s \| \| \| 3.º \| Mattias Skjelmose \| Trek-Segafredo \| + 0 s \| \| \| 4.º \| Jhonatan Narváez \| Ineos Grenadiers \| + 0 s \| \| \| 5.º \| Mauro Schmid \| Quick-Step Alpha Vinyl \| + 0 s \| \| \| 6.º \| Søren Kragh Andersen \| Team DSM \| + 0 s \| \| \| 7.º \| Mick van Dijke \| Jumbo-Visma \| + 4 s \| \| \| 8.º \| Magnus Cort \| EF Education-EasyPost \| + 4 s \| \| \| 9.º \| Anthon Charmig \| Uno-X Pro Cycling Team \| + 4 s \| \| \| 10.º \| Alexander Kamp \| Trek-Segafredo \| + 4 s \| \| |                      |                        |                 |
| |                      |                        |                 |
| Fuente: ProCyclingStats |                      |                        |                 |
| Clasificación de la etapa |                      |                        |                 |
| Ciclista | Ciclista             | Equipo                 | Tiempo          |
| 1.º | Christophe Laporte   | Jumbo-Visma            | 2 h 53 min 56 s |
| 2.º | Magnus Sheffield     | Ineos Grenadiers       | + 0 s           |
| 3.º | Mattias Skjelmose    | Trek-Segafredo         | + 0 s           |
| 4.º | Jhonatan Narváez     | Ineos Grenadiers       | + 0 s           |
| 5.º | Mauro Schmid         | Quick-Step Alpha Vinyl | + 0 s           |
| 6.º | Søren Kragh Andersen | Team DSM               | + 0 s           |
| 7.º | Mick van Dijke       | Jumbo-Visma            | + 4 s           |
| 8.º | Magnus Cort          | EF Education-EasyPost  | + 4 s           |
| 9.º | Anthon Charmig       | Uno-X Pro Cycling Team | + 4 s           |
| 10.º | Alexander Kamp       | Trek-Segafredo         | + 4 s           |

## Clasificaciones finales
- Las clasificaciones finalizaron de la siguiente forma:[4]

### Clasificación general
| \| Clasificación general \| Clasificación general \| Clasificación general \| Clasificación general \| Clasificación general \| \| Ciclista \| Ciclista \| Equipo \| Tiempo \| \| \| --------------------- \| --------------------- \| ---------------------- \| --------------------- \| --------------------- \| \| 1.º \| Christophe Laporte \| Jumbo-Visma \| 17 h 01 min 20 s \| \| \| 2.º \| Magnus Sheffield \| Ineos Grenadiers \| + 4 s \| \| \| 3.º \| Mattias Skjelmose \| Trek-Segafredo \| + 9 s \| \| \| 4.º \| Søren Kragh Andersen \| Team DSM \| + 25 s \| \| \| 5.º \| Magnus Cort \| EF Education-EasyPost \| + 30 s \| \| \| 6.º \| Mauro Schmid \| Quick-Step Alpha Vinyl \| + 42 s \| \| \| 7.º \| Mick van Dijke \| Jumbo-Visma \| + 44 s \| \| \| 8.º \| Stefano Oldani \| Alpecin-Deceuninck \| + 48 s \| \| \| 9.º \| Jasper Stuyven \| Trek-Segafredo \| + 52 s \| \| \| 10.º \| Anthon Charmig \| Uno-X Pro Cycling Team \| + 56 s \| \| |                      |                        |                  |
| |                      |                        |                  |
| Fuente: ProCyclingStats |                      |                        |                  |
| Clasificación general |                      |                        |                  |
| Ciclista | Ciclista             | Equipo                 | Tiempo           |
| 1.º | Christophe Laporte   | Jumbo-Visma            | 17 h 01 min 20 s |
| 2.º | Magnus Sheffield     | Ineos Grenadiers       | + 4 s            |
| 3.º | Mattias Skjelmose    | Trek-Segafredo         | + 9 s            |
| 4.º | Søren Kragh Andersen | Team DSM               | + 25 s           |
| 5.º | Magnus Cort          | EF Education-EasyPost  | + 30 s           |
| 6.º | Mauro Schmid         | Quick-Step Alpha Vinyl | + 42 s           |
| 7.º | Mick van Dijke       | Jumbo-Visma            | + 44 s           |
| 8.º | Stefano Oldani       | Alpecin-Deceuninck     | + 48 s           |
| 9.º | Jasper Stuyven       | Trek-Segafredo         | + 52 s           |
| 10.º | Anthon Charmig       | Uno-X Pro Cycling Team | + 56 s           |

### Clasificación de la montaña
| Clasificación de la montaña | Clasificación de la montaña | Clasificación de la montaña | Clasificación de la montaña | Clasificación de la montaña |
| Ciclista                    | Ciclista                    | Equipo                      | Puntos                      |                             |
| --------------------------- | --------------------------- | --------------------------- | --------------------------- | --------------------------- |
| 1.º                         | Rasmus Bøgh Wallin          | Restaurant Suri-Carl Ras    | 64 pts                      |                             |
| 2.º                         | Anders Foldager             | Dinamarca                   | 36 pts                      |                             |
| 3.º                         | Nickolas Zukowsky           | Human Powered Health        | 24 pts                      |                             |
| 4.º                         | Mathias Bregnhøj            | Riwal Cycling Team          | 16 pts                      |                             |
| 5.º                         | Magnus Henneberg            | Dinamarca                   | 16 pts                      |                             |
| 6.º                         | Frederik Irgens Jensen      | BHS-PL Beton Bornholm       | 12 pts                      |                             |
| 7.º                         | Gilles De Wilde             | Sport Vlaanderen-Baloise    | 12 pts                      |                             |
| 8.º                         | Nicklas Pedersen            | Dinamarca                   | 12 pts                      |                             |
| 9.º                         | Jeppe Aaskov Pallesen       | ColoQuick                   | 8 pts                       |                             |
| 10.º                        | Tim Declercq                | Quick-Step Alpha Vinyl      | 8 pts                       |                             |

### Clasificación de los puntos
| Clasificación por puntos | Clasificación por puntos | Clasificación por puntos | Clasificación por puntos | Clasificación por puntos |
| Ciclista                 | Ciclista                 | Equipo                   | Puntos                   |                          |
| ------------------------ | ------------------------ | ------------------------ | ------------------------ | ------------------------ |
| 1.º                      | Christophe Laporte       | Jumbo-Visma              | 40 pts                   |                          |
| 2.º                      | Olav Kooij               | Jumbo-Visma              | 36 pts                   |                          |
| 3.º                      | Jasper Philipsen         | Alpecin-Deceuninck       | 34 pts                   |                          |
| 4.º                      | Magnus Cort              | EF Education-EasyPost    | 31 pts                   |                          |
| 5.º                      | Magnus Sheffield         | Ineos Grenadiers         | 30 pts                   |                          |
| 6.º                      | Jasper Stuyven           | Trek-Segafredo           | 28 pts                   |                          |
| 7.º                      | Mattias Skjelmose        | Trek-Segafredo           | 22 pts                   |                          |
| 8.º                      | Jhonatan Narváez         | Ineos Grenadiers         | 20 pts                   |                          |
| 9.º                      | Søren Kragh Andersen     | Team DSM                 | 16 pts                   |                          |
| 10.º                     | Ethan Vernon             | Quick-Step Alpha Vinyl   | 15 pts                   |                          |

### Clasificación de los jóvenes
| Clasificación del mejor joven | Clasificación del mejor joven | Clasificación del mejor joven | Clasificación del mejor joven | Clasificación del mejor joven |
| Ciclista                      | Ciclista                      | Equipo                        | Tiempo                        |                               |
| ----------------------------- | ----------------------------- | ----------------------------- | ----------------------------- | ----------------------------- |
| 1.º                           | Magnus Sheffield              | Ineos Grenadiers              | 17 h 01 min 24 s              |                               |
| 2.º                           | Mattias Skjelmose             | Trek-Segafredo                | + 5 s                         |                               |
| 3.º                           | Mick van Dijke                | Jumbo-Visma                   | + 40 s                        |                               |
| 4.º                           | Jenno Berckmoes               | Sport Vlaanderen-Baloise      | + 1 min 14 s                  |                               |
| 5.º                           | Frederik Wandahl              | Dinamarca                     | + 1 min 30 s                  |                               |
| 6.º                           | Tobias Lund Andresen          | Team DSM                      | + 1 min 43 s                  |                               |
| 7.º                           | Vito Braet                    | Sport Vlaanderen-Baloise      | + 1 min 43 s                  |                               |
| 8.º                           | Corbin Strong                 | Israel-Premier Tech           | + 2 min 13 s                  |                               |
| 9.º                           | Olav Kooij                    | Jumbo-Visma                   | + 7 min 56 s                  |                               |
| 10.º                          | Joshua Gudnitz                | ColoQuick                     | + 10 min 43 s                 |                               |

### Clasificación por equipos
| Clasificación por equipos | Clasificación por equipos | Clasificación por equipos | Clasificación por equipos |
| Equipo                    | Equipo                    | Tiempo                    |                           |
| ------------------------- | ------------------------- | ------------------------- | ------------------------- |
| 1.º                       | Trek-Segafredo            | 51 h 06 min 10 s          |                           |
| 2.º                       | Jumbo-Visma               | + 16 s                    |                           |
| 3.º                       | Ineos Grenadiers          | + 33 s                    |                           |
| 4.º                       | Quick-Step Alpha Vinyl    | + 34 s                    |                           |
| 5.º                       | Alpecin-Deceuninck        | + 2 min 14 s              |                           |
| 6.º                       | Sport Vlaanderen-Baloise  | + 2 min 54 s              |                           |
| 7.º                       | Riwal                     | + 4 min 37 s              |                           |
| 8.º                       | Uno-X Pro Cycling Team    | + 4 min 41 s              |                           |
| 9.º                       | EF Education-EasyPost     | + 5 min 12 s              |                           |
| 10.º                      | BHS-PL Beton Bornholm     | + 6 min 43 s              |                           |

## Evolución de las clasificaciones
| Etapa                   |                         | Ganador _          | Clasificación general | Puntos             | Montaña            | Jóvenes          | Combatividad       | Equipo         |
| ----------------------- | ----------------------- | ------------------ | --------------------- | ------------------ | ------------------ | ---------------- | ------------------ | -------------- |
| 1.ª etapa               | etapa llana             | Olav Kooij         | Olav Kooij            | Olav Kooij         | Rasmus Bøgh Wallin | Olav Kooij       | Nicklas Pedersen   | Jumbo-Visma    |
| 2.ª etapa               | contrarreloj individual | Magnus Sheffield   | Magnus Sheffield      | Magnus Sheffield   | Rasmus Bøgh Wallin | Magnus Sheffield | no otorgado        | Jumbo-Visma    |
| 3.ª etapa               | etapa llana             | Olav Kooij         | Magnus Sheffield      | Olav Kooij         | Rasmus Bøgh Wallin | Magnus Sheffield | Oliver Knudsen     | Jumbo-Visma    |
| 4.ª etapa               | etapa llana             | Jasper Philipsen   | Magnus Sheffield      | Jasper Philipsen   | Rasmus Bøgh Wallin | Magnus Sheffield | Rasmus Bøgh Wallin | Jumbo-Visma    |
| 5.ª etapa               | etapa escarpada         | Christophe Laporte | Christophe Laporte    | Christophe Laporte | Rasmus Bøgh Wallin | Magnus Sheffield | Mathias Bregnhøj   | Trek-Segafredo |
| Clasificaciones finales | Clasificaciones finales |                    | Christophe Laporte    | Christophe Laporte | Rasmus Bøgh Wallin | Magnus Sheffield | Rasmus Bøgh Wallin | Trek-Segafredo |

## Ciclistas participantes y posiciones finales
Convenciones:
- AB-N: Abandono en la etapa "N"
- FLT-N: Retiro por llegada fuera del límite de tiempo en la etapa "N"
- NTS-N: No tomó la salida para la etapa "N"
- DES-N: Descalificado o expulsado en la etapa "N"

## UCI World Ranking
La Vuelta a Dinamarca otorgó puntos para el UCI World Ranking para corredores de los equipos en las categorías UCI WorldTeam, UCI ProTeam y Continental. Las siguientes tablas son el baremo de puntuación y los diez corredores que obtuvieron más puntos:
| Posición              | 1.º | 2.º | 3.º | 4.º | 5.º | 6.º | 7.º | 8.º | 9.º | 10.º | 11.º | 12.º | 13.º | 14.º | 15.º | 16.º-30.º | 31.º-40.º |
| Clasificación general | 200 | 150 | 125 | 100 | 85  | 70  | 60  | 50  | 40  | 35   | 30   | 25   | 20   | 15   | 10   | 5         | 3         |
| Por etapa             | 20  | 10  | 5   |     |     |     |     |     |     |      |      |      |      |      |      |           |           |
| Líder                 | 5   |     |     |     |     |     |     |     |     |      |      |      |      |      |      |           |           |

| Clasificación |                          |                        |         |       |       |       |
| Posición      | Ciclista                 | Equipo                 | General | Etapa | Líder | Total |
| ------------- | ------------------------ | ---------------------- | ------- | ----- | ----- | ----- |
| 1.º           | Christophe Laporte       | Jumbo-Visma            | 200     | 35    | -     | 235   |
| 2.º           | Magnus Sheffield         | INEOS Grenadiers       | 150     | 30    | 15    | 195   |
| 3.º           | Mattias Skjelmose Jensen | Trek-Segafredo         | 125     | 15    | -     | 140   |
| 4.º           | Søren Kragh Andersen     | DSM                    | 100     | -     | -     | 100   |
| 5.º           | Magnus Cort              | EF Education-EasyPost  | 85      | 5     | -     | 90    |
| 6.º           | Mauro Schmid             | Quick-Step Alpha Vinyl | 70      | -     | -     | 70    |
| 7.º           | Mick van Dijke           | Jumbo-Visma            | 60      | -     | -     | 60    |
| 8.º           | Stefano Oldani           | Alpecin-Deceuninck     | 50      | -     | -     | 50    |
| 9.º           | Olav Kooij               | Jumbo-Visma            | -       | 40    | 5     | 45    |
| 10.º          | Jasper Stuyven           | Trek-Segafredo         | 40      | -     | -     | 40    |